# 3202-es mellékút (Magyarország)
A 3202-es számú mellékút egy négy számjegyű országos közút Heves vármegyében.

## Nyomvonala
Hort területén ágazik ki a 3-as főútból, annak a 65+900-as kilométerszelvényénél, délkelet felé, Csányi út néven. A 2+250-es kilométerszelvényénél keresztezi a miskolci vasutat, majd rögtön kiágazik belőle kelet felé a 32 301-es számú mellékút, Hort-Csány vasútállomáshoz. 3,3 kilométer után éri el az út Csány határát; egy darabig a határvonalon húzódik, majd nem sokkal 4,2 kilométer megtétele előtt teljesen csányi területre lép. A belterületen előbb a Vasút utca, majd egy kis szakaszon az Úttörő út, utána pedig a Kossuth Lajos út nevet viseli a településen. A község központjában ér véget, beletorkollva a 3201-es útba, annak a 8+500-as kilométerszelvénye közelében.
Teljes hossza, az országos közutak térképes nyilvántartását szolgáló kira.gov.hu adatbázisa szerint 5,911 kilométer.